# Salida del Reino Unido de la Unión Europea

El Reino Unido (en naranja) con respecto a la Unión Europea (en azul).

La salida del Reino Unido de la Unión Europea, conocida comúnmente como brexit (/ˈbrɛksɪt, ˈbrɛɡzɪt/ (escucharⓘ), un acrónimo de «British exit»), fue un proceso político que supuso el abandono por parte del Reino Unido de su condición de Estado miembro de la Unión Europea. Tras un referéndum celebrado en el Reino Unido el 23 de junio de 2016 en el que el 51.9 por ciento de los votantes apoyó abandonar la Unión Europea, el Gobierno británico invocó en marzo de 2017 el artículo 50 del Tratado de la Unión Europea, iniciando un proceso de dos años que debía concluir con la salida del Reino Unido el 29 de marzo de 2019. Ese plazo se prolongó debido a la complejidad y desacuerdos en las negociaciones y a disputas parlamentarias internas; en un primer término se previó hasta el 12 de abril de 2019 y volvió a ser prolongado hasta el 31 de octubre de 2019. Por tercera y última vez, el plazo volvió a ser ampliado hasta el 31 de enero de 2020. Pasada esa fecha, tras haberse aprobado definitivamente el Acuerdo de Retirada a las 00:00 horas del sábado 1 de febrero de 2020, Reino Unido abandonó automáticamente la Unión Europea a las 23:00 horas (hora británica) del día anterior. En virtud de dicho acuerdo, hubo un periodo transitorio hasta el 31 de diciembre de 2020 en el que el Reino Unido se mantuvo en el mercado europeo y los ciudadanos y las empresas no notaron diferencias. El Reino Unido y la UE negociaron una nueva relación política y económica durante dicho período transitorio, que firmaron la Nochevieja de 2020, y que entró en vigor al día siguiente.
La retirada de la Unión la defendieron principalmente los euroescépticos de derecha (aunque también en menor medida los de izquierda), mientras que los europeístas, que abarcan todo el espectro político, han abogado por la permanencia en la Unión y el mantenimiento de la unión aduanera y el mercado único. Ya en 1975 se había celebrado un primer referéndum sobre la permanencia del país en la Comunidad Económica Europea, precursora de la UE, con resultado favorable a la permanencia. En los años setenta y ochenta, la salida de la Comunidad Europea fue abogada principalmente por la izquierda política, y el manifiesto electoral de 1983 del Partido Laborista abogaba por la retirada total. En 1987, el Acta Única Europea, la primera revisión importante de los Tratados de Roma de 1957, estableció formalmente el mercado único europeo y la Cooperación Política Europea.
Desde la década de 1990, la oposición a una mayor integración europea vino principalmente de la derecha. Cuando en 1992 el Tratado de Maastricht, que creó la UE y el mercado único y garantizó las cuatro libertades básicas (la libre circulación de bienes, servicios, capitales y personas en toda la UE) fue presentado ante el Parlamento, hubo divisiones dentro del Partido Conservador, lo que llevó a una rebelión sobre el Tratado.
El Partido de la Independencia del Reino Unido (UKIP por sus siglas en inglés), formado en 1993, creció fuertemente a principios de la década de 2010 y la influencia de la campaña People's Pledge ('compromiso del pueblo') entre partidos también se ha descrito como influyente para lograr un referéndum. El primer ministro británico, David Cameron, prometió durante la campaña para las elecciones generales de 2015 celebrar un nuevo referéndum, una promesa que cumplió en 2016 tras la presión del ala euroescéptica de su partido. Cameron, que había hecho campaña para permanecer, renunció después del resultado y fue sucedido por Theresa May, su exministra del Interior. Llamó a elecciones generales anticipadas menos de un año después, perdiendo la mayoría absoluta. Su gobierno en minoría se apoyó en el Partido Unionista Democrático.
May anunció la intención del Gobierno británico de no ser miembro permanente del Mercado Único Europeo o de la Unión Aduanera tras el abandono de la Unión y prometió derogar la Ley de Comunidades Europeas de 1972 e incorporar la legislación vigente de la Unión Europea que fuera de interés para el país en la legislación nacional del Reino Unido. Las negociaciones con la UE comenzaron oficialmente en junio de 2017. En noviembre de 2018, se publicó el Proyecto de Acuerdo de Retirada, negociado entre el Gobierno británico y la Comisión Europea. La Cámara de los Comunes votó en contra del acuerdo por un margen de 432 a 202 (la mayor derrota parlamentaria en la historia para un Gobierno del Reino Unido) el 15 de enero de 2019, y nuevamente el 12 de marzo con un margen de 391 a 242 en contra del acuerdo.
El 14 de marzo de 2019, la Cámara de los Comunes votó para que May solicitara a la Comisión una ampliación del período permitido para la negociación. Miembros de toda la Cámara de los Comunes rechazaron el acuerdo. Los líderes sindicales exigieron que cualquier acuerdo debía mantener una unión aduanera y un mercado único. Theresa May acabó dimitiendo en julio de 2019, siendo sustituida por Boris Johnson, quien obtuvo un gran resultado electoral en diciembre de ese año en nuevos comicios anticipados. 
Los efectos del Brexit estarán determinados en parte por el Acuerdo de cooperación y comercio entre la Unión Europea y el Reino Unido, que se aplicó provisionalmente a partir del 1 de enero de 2021 y entró en vigor formalmente el 1 de mayo de 2021. La opinión mayoritaria entre los economistas es que el brexit tiene la posibilidad de reducir la renta per cápita real del Reino Unido a medio y largo plazo, y que el referéndum sobre el brexit en sí mismo dañó la economía. Existe la posibilidad que el brexit reduzca la inmigración desde países del Espacio Económico Europeo (EEE) al Reino Unido, y plantea desafíos para la educación superior y la investigación académica del Reino Unido.

## Terminología
El término «brexit» originalmente fue escrito como «brixit», como apareció el 21 de junio de 2012 en el Bagehot’s notebook de The Economist, el término pudo haber sido acuñado con el término «grexit».

## Historia
El Reino Unido se adhirió a la entonces Comunidad Económica Europea, comúnmente denominada por los británicos como el «Mercado Común», el 1 de enero de 1973, bajo el gobierno conservador de Edward Heath. El Partido Laborista, liderado en la oposición por Harold Wilson, concurrió a las elecciones generales de octubre de 1974 con el objetivo de renegociar los términos de pertenencia del Reino Unido a la CEE y, posteriormente, celebrar un referéndum sobre la permanencia en la misma en función de los nuevos términos.

## Referéndum de 1975

Comparación de resultados entre el referéndum de 1975 y el referéndum de 2016. El verde representa la permanencia y el azul la salida.

En 1975 se celebró un referéndum en el que el electorado decidió sobre la permanencia británica en la CEE. Todos los principales partidos políticos y la prensa apoyaron la continuidad en el mercado común. Sin embargo, hubo fracturas internas significativas entre los laboristas (en aquel momento el partido gobernante), dado que sus militantes habían votado a favor de la salida en una conferencia celebrada el 26 de abril de 1975, cuya duración había sido de un día. Puesto que el gobierno estaba dividido entre acérrimos proeuropeos y antieuropeos, Harold Wilson autorizó que sus ministros hicieran campaña pública en favor de cualquiera de las dos opciones. En total, siete de los treinta y dos miembros del gobierno se opusieron a la pertenencia a la CEE.
El 5 de junio de 1975, los electores tuvieron que decidir si votaban sí o no a la pregunta: «¿Piensa que el Reino Unido debe permanecer en la Comunidad Europea (Mercado Común)?». Todos los condados administrativos del Reino Unido registraron una mayoría de votos afirmativos, con la excepción de las islas Shetland y las islas Hébridas Exteriores. Como resultado, el Reino Unido permaneció en la CEE.
| Votos del sí | Sí (%) | Votos del no | No (%) | Participación (%) |
| ------------ | ------ | ------------ | ------ | ----------------- |
| 17 378 581   | 67.2   | 8 470 073    | 32.8   | 64.5              |

## Periodo entre referéndums
El Partido Laborista, entonces en la oposición, hizo campaña en las elecciones generales de 1983 para que el Reino Unido saliera de la Comunidad Económica Europea. La propuesta no tuvo mayor calado por la aplastante victoria de Margaret Thatcher, que fue reelegida en las elecciones. A partir de ese momento, el Partido Laborista cambió su política hacia Europa.
Como resultado del Tratado de Maastricht, la CEE se convirtió en la Unión Europea. En 1994 se formó el antiguo Referendum Party de la mano de James Goldsmith para concurrir a las elecciones generales de 1997 con el objetivo de celebrar un referéndum sobre la permanencia en la UE. Presentó candidatos en 547 circunscripciones en aquellas elecciones y consiguió 810 860 votos. No logró ningún escaño en el parlamento por la dispersión de su voto, de manera que perdieron sus depósitos (aportados por Goldsmith) en 505 circunscripciones.
A comienzos de la década de 1990 también se formó el Partido de la Independencia del Reino Unido (UKIP). Es un partido euroescéptico en contra de la participación del Reino Unido en la Unión Europea. Consiguió el tercer lugar en el Reino Unido en las elecciones europeas de 2004, el segundo en las de 2009 y el primero en las de 2014. Los comicios de 2014 fueron los primeros desde 1906 en los que el partido más votado no era el Partido Conservador ni el Partido Laborista.
El debate lo volvió a retomar en 2013 el primer ministro, David Cameron, al proponer un referéndum sobre el mantenimiento del Reino Unido en la Unión Europea, proyectado en 2014, pero marcado para 2017. A partir de la victoria en las elecciones generales de 2015 del Partido Conservador y por las presiones del nuevo partido UKIP, que tiene un importante respaldo de la población por la crisis económica y las presiones que genera el aumento de la llegada de más migrantes de Europa, el proyecto de buscar la salida de Inglaterra de la Unión Europea se consolidó, dado que era uno de los puntos clave de la campaña.
Durante 2016 el primer ministro Cameron llevó a cabo una serie de negociaciones con la UE sobre concesiones que la Unión Europea podría realizar al Reino Unido a cambio de un gobierno británico favorable a la UE.

## Referéndum de 2016

Resultados por regiones del Referéndum sobre la permanencia del Reino Unido en la Unión Europea de 2016. En azul zonas donde ganó el Brexit (salida de la UE) y en amarillo donde ganó el bremain (permanencia en la UE).

El 23 de junio de 2016 se realizó el referéndum sobre la permanencia del Reino Unido en la Unión Europea, también conocido como brexit, el resultado fue que el 51.9 % de los votantes eran partidario de abandonar la UE, frente a un 48.1 % partidario de permanecer. Sin embargo, en Escocia, Irlanda del Norte y Gibraltar, además de Londres, predominó la opción de la permanencia. Tras los resultados del referéndum, el primer ministro David Cameron anunció su dimisión del cargo en octubre del mismo año, argumentando que un liderazgo fresco debería llevar al país a la opción elegida en la votación. Una iniciativa popular de recogida de firmas en la web de peticiones del parlamento de Westminster para que el parlamento se planteara la realización de un segundo referéndum recabó más de cuatro millones de apoyos en los días siguientes a la consulta. El 29 de marzo de 2017, el nuevo gobierno británico encabezado por Theresa May notificó formalmente a la UE la intención del país de retirarse, iniciándose el proceso de negociaciones del Brexit. La retirada, originalmente programada para el 29 de marzo de 2019, se retrasó por el estancamiento del parlamento británico después de las elecciones generales de junio de 2017, ya que dieron como resultado un parlamento sin mayoría en el que los conservadores perdieron la mayoría pero seguían siendo el partido más votado. Este punto muerto condujo a tres alargamientos del proceso del Artículo 50 por parte del Reino Unido.
El estancamiento se resolvió después de que se celebraran elecciones generales posteriores en diciembre de 2019. En esas elecciones, los conservadores que hicieron campaña a favor de un acuerdo de retirada «revisado» liderado por Boris Johnson obtuvieron una mayoría absoluta de 80 escaños. Después de las elecciones de diciembre de 2019, el parlamento británico finalmente ratificó el acuerdo de retirada con la Ley de la Unión Europea (Acuerdo de retirada) de 2020. El Reino Unido abandonó la UE a fines del 31 de enero de 2020 CET (11 p. m. GMT). Esto inició un período de transición que finalizó el 31 de diciembre de 2020 CET (11 p. m. GMT), durante el cual el Reino Unido y la UE negociaron su futura relación. Durante la transición, el Reino Unido permaneció sujeto a la legislación de la UE y siguió siendo parte de la Unión Aduanera de la Unión Europea y del Mercado Único Europeo. Sin embargo, ya no formaba parte de los órganos o instituciones políticas de la UE. 
| Votos del sí | Sí (%) | Votos del no | No (%) | Participación (%) |
| ------------ | ------ | ------------ | ------ | ----------------- |
| 16 141 241   | 48.1   | 17 410 742   | 51.9   | 72.2              |

## Consecuencias
Muchos de los efectos del Brexit dependían de si el Reino Unido salía de la UE con un acuerdo de retirada o antes de que se ratificara un acuerdo (Brexit «sin acuerdo»).  En 2017, el Financial Times dijo que había aproximadamente 759 acuerdos internacionales, que abarcaban 168 países no pertenecientes a la UE, de los que el Reino Unido ya no sería parte al salir de la UE.

### Efectos económicos
Los economistas especulaban con que el Brexit tendría un impacto perjudicial en las economías del Reino Unido y de al menos parte de la UE27. En particular, había un amplio consenso entre los economistas y en la literatura económica de que el Brexit probablemente reduciría la renta per cápita real del Reino Unido a medio y largo plazo, y que el propio referéndum del Brexit dañaría la economía. Según los estudios, la incertidumbre provocada por el Brexit redujo el PIB británico, la renta nacional británica, la inversión de las empresas, el empleo y el comercio internacional británico a partir de junio de 2016.
Un análisis de 2019 concluyó que las empresas británicas aumentaron sustancialmente la deslocalización hacia la UE tras el referéndum del Brexit, mientras que las europeas redujeron las nuevas inversiones en el Reino Unido. El análisis del Brexit del Gobierno británico, filtrado en enero de 2018, mostraba que el crecimiento económico británico se vería frenado entre un 2 y un 8 % en los quince años posteriores al Brexit, la cantidad dependiendo del escenario de salida. Los economistas advirtieron de que el futuro de Londres como centro financiero internacional dependía de los acuerdos de pasaporte con la UE. Activistas y políticos a favor del Brexit han abogado por negociar acuerdos comerciales y migratorios con los países «CANZUK»: Canadá, Australia, Nueva Zelanda y Reino Unido.—pero los economistas han dicho que los acuerdos comerciales con esos países serían mucho menos valiosos para el Reino Unido que la pertenencia a la UE. Los estudios preveían que el Brexit exacerbaría la desigualdad económica regional en el Reino Unido, al golpear con mayor dureza a las regiones que ya se encuentran en dificultades.
El 11 de enero de 2024, la Alcaldía de Londres publicó «El alcalde destaca los daños del Brexit en la economía londinense». El comunicado cita el informe independiente de Cambridge Econometrics según el cual Londres tiene casi 300 000 empleos menos, y en todo el país dos millones de puestos de trabajo menos como consecuencia directa del Brexit. Se reconoce que el Brexit es un factor clave que contribuye a la crisis del coste de la vida en 2023, ya que el ciudadano medio estará casi 2000 libras peor, y el londinense medio casi 3400 libras peor en 2023 como resultado del Brexit. Además, el Valor Añadido Bruto real del Reino Unido fue aproximadamente 140 000 millones de libras menos en 2023 de lo que habría sido si el Reino Unido hubiera permanecido en el Mercado Único.
En 2024, las aduanas francesas consideraron Brexit, mientras tanto, ha reducido el comercio entre el Reino Unido y la UE, pero aumentó el comercio entre China y el Reino Unido.

### Efectos locales y geográficos
El posible impacto del Brexit entre Irlanda del Norte y la República de Irlanda ha sido un tema polémico. Desde 2005, la frontera había sido esencialmente invisible. Tras el Brexit, se convirtió en la única frontera terrestre entre el Reino Unido y la UE (sin contar las fronteras terrestres que los Estados de la UE España y Chipre tienen con Territorios Británicos de Ultramar). Todas las partes implicadas acordaron que debía evitarse una frontera dura, porque podría comprometer el Acuerdo de Viernes Santo que puso fin al conflicto de Irlanda del Norte. Para evitarlo, la UE propuso un «acuerdo de suspensión» que mantendría al Reino Unido en la unión aduanera y a Irlanda del Norte en algunos aspectos del mercado único hasta que se encontrara una solución duradera. El Parlamento británico rechazó esta propuesta. Tras nuevas negociaciones en otoño de 2019, el Reino Unido y la UE acordaron un modelo alternativo, el Protocolo Irlanda/Irlanda del Norte. En virtud del Protocolo, Irlanda del Norte queda formalmente fuera del mercado único de la UE, pero se siguen aplicando las normas del Libre circulación de mercancías de la UE y de la Unión Aduanera de la UE; esto garantiza que no haya controles ni comprobaciones aduaneras entre Irlanda del Norte y el resto de la isla. En lugar de una frontera terrestre entre Irlanda e Irlanda del Norte, el protocolo ha creado una de facto «frontera del Mar de Irlanda» aduanera para las mercancías procedentes de (pero no con destino a) Gran Bretaña, para inquietud de destacados Unionistas.
Tras el referéndum del Brexit, el Gobierno escocés - liderado por el Partido Nacional Escocés (SNP) - planeó otro referéndum de independencia porque Escocia votó a favor de permanecer en la UE mientras que Inglaterra y Gales votaron a favor de salir. Así lo había sugerido antes del referéndum del Brexit. La primera ministra de Escocia, Nicola Sturgeon, solicitó la celebración de un referéndum antes de la retirada del Reino Unido, pero el primer ministro británico rechazó este calendario, pero no el referéndum en sí. En el referéndum de 2014, el 55% de los votantes había decidido permanecer en el Reino Unido, pero el referéndum sobre la salida británica de la UE se celebró en 2016, con el 62% de los votantes escoceses en contra. En marzo de 2017, el Parlamento escocés votó a favor de celebrar otro referéndum de independencia. Sturgeon abogó por un «regreso escalonado» de una Escocia independiente a la UE. En 2017, si Irlanda del Norte seguía asociada a la UE -por ejemplo, permaneciendo en la unión aduanera-, algunos analistas sostenían que Escocia también insistiría en recibir un trato especial. Sin embargo, en ese caso, la única parte del Reino Unido que recibiría un trato único sería Irlanda del Norte.
El 21 de marzo de 2018, el Parlamento escocés aprobó el Proyecto de Ley de Continuidad Escocesa. Esta ley se aprobó debido al estancamiento de las negociaciones entre el Gobierno escocés y el Gobierno británico sobre las competencias en los ámbitos políticos tras el Brexit. La Ley permitía que todos los ámbitos políticos descentralizados siguieran siendo competencia del Parlamento escocés y reducía el poder ejecutivo que la Ley de Retirada del Reino Unido otorga a los ministros de la Corona el día de la salida. El proyecto de ley fue remitido al Tribunal Supremo del Reino Unido, que dictaminó que no podía entrar en vigor ya que la European Union (Withdrawal) Act 2018, que recibió el asentimiento real entre la aprobación de su proyecto de ley por el Parlamento escocés y la sentencia del Tribunal Supremo, se designaba a sí misma en virtud del anexo 4 de la Scotland Act 1998 como no modificable por el Parlamento escocés. Por lo tanto, el proyecto de ley no ha recibido el asentimiento real.
Gibraltar, un Territorio Británico de Ultramar fronterizo con España, también se ve afectado por el Brexit. España reivindica un reclamo territorial sobre Gibraltar. Tras el referéndum, el ministro de Asuntos Exteriores español volvió a pedir el control conjunto hispano-británico. A finales de 2018, los Gobiernos británico y español acordaron que cualquier disputa sobre Gibraltar no afectaría a las negociaciones del Brexit,y el Gobierno británico acordaron que los tratados entre el Reino Unido y la UE celebrados tras el Brexit no se aplicarían automáticamente a Gibraltar.  En diciembre de 2020, España y el Reino Unido alcanzaron un acuerdo de principios sobre futuros arreglos para el Brexit e invitaron a la Comisión Europea a formalizarlo como tratado.
Los gobiernos francés y británico dicen que siguen comprometidos con el Acuerdo de Le Touquet, que permite que los controles fronterizos del Reino Unido se completen en Francia, y viceversa (controles yuxtapuestos). Los dos Gobiernos firmaron el Tratado de Sandhurst en enero de 2018, que acortará de seis meses a un mes el tiempo necesario para procesar a los migrantes que intentan llegar al Reino Unido desde Calais. El Reino Unido también anunció que invertirá otros 44.5 millones de libras en seguridad fronteriza en el Canal de la Mancha.

### Efectos en la Unión Europea
El Brexit causó que la Unión Europea perdiera su segunda economía más grande, su tercer país más poblado, y el segundo mayor contribuyente neto al presupuesto de la UE.El Reino Unido ya no es accionista del Banco Europeo de Inversiones, donde tenía el 16% de las acciones. El Consejo de Gobernadores del Banco Europeo de Inversiones decidió que los restantes Estados miembros aumentarían proporcionalmente sus suscripciones de capital para mantener el mismo nivel de capital suscrito global (243.300 millones de euros). En marzo de 2020, el capital suscrito del BEI había aumentado en 5 500 millones de EUR adicionales, tras la decisión de dos Estados miembros de incrementar sus suscripciones de capital (Polonia y Rumanía). Así pues, el capital suscrito total del BEI ascendía a 248 800 millones de EUR. El Brexit no afectó a la calificación crediticia AAA del Grupo BEI.
Los análisis indicaban que la salida del Reino Unido, relativamente liberal desde el punto de vista económico, reduciría la capacidad de los países económicamente liberales restantes para bloquear medidas en el Consejo de la UE. En 2019, adelantándose al Brexit, la Agencia Europea de Medicamentos y la Autoridad Bancaria Europea trasladaron sus sedes de Londres a Ámsterdam y París, respectivamente.

### Efectos sectoriales
El Reino Unido ha abandonado la Política Agrícola Común (PAC), que proporciona ayuda financiera gubernamental a los agricultores de la UE. El Brexit permitió al Reino Unido desarrollar su propia política agrícola y la Ley de Agricultura 2020 sustituyó la PAC por un nuevo sistema.  El Reino Unido también abandonó la Política Pesquera Común (PPC)  que permite a todos los países de la UE pescar a menos de doce millas náuticas de la costa británica y deja que la UE fije las cuotas de capturas. Las flotas pesqueras combinadas de la UE desembarcaban unos seis millones de toneladas de pescado al año, en 2016, aproximadamente la mitad de las cuales procedían de aguas británicas. Al abandonar la PPC, el Reino Unido podría desarrollar su propia política pesquera. El Reino Unido también abandonó el Convenio de Pesca de Londres que permite a los buques irlandeses, franceses, belgas, holandeses y alemanes pescar a menos de seis millas náuticas de la costa británica. El Brexit plantea retos para el mundo académico y la investigación británicos, ya que el Reino Unido pierde financiación para investigación procedente de fuentes de la UE y ve reducirse el número de estudiantes de la UE. Las instituciones académicas tienen más dificultades para contratar investigadores de la UE y los estudiantes británicos tendrán más dificultades para estudiar en el extranjero en la UE. El Reino Unido era miembro del Espacio Europeo de Investigación y es probable que desee seguir siendo miembro asociado tras el Brexit. El Gobierno británico ha garantizado la financiación de la investigación que actualmente financia la UE. Un estudio de principios de 2019 concluyó que el Brexit mermaría la plantilla del Servicio Nacional de Salud (NHS, por sus siglas en inglés), crearía incertidumbres sobre la atención a los británicos que viven en la UE y pondría en riesgo el acceso a vacunas, equipos y medicamentos. El Departamento de Sanidad y Asistencia Social ha dicho que ha tomado medidas para garantizar la continuidad de los suministros médicos tras el Brexit. El número de enfermeros de la UE no británicos que se inscriben en el NHS descendió de 1304 en julio de 2016 a 46 en abril de 2017. En junio de 2016, 58 702 miembros del personal del NHS registraron una nacionalidad de la UE no británica, y en junio de 2022, 70 735 miembros del personal del NHS registraron una nacionalidad de la UE. Sin embargo, «presentar esto como la historia completa sería engañoso, porque hay más de 57 000 empleados más cuya nacionalidad se conoce ahora que en 2016»
Preocupaba que un Brexit desordenado pudiera haber comprometido el acceso de los pacientes a medicamentos vitales. Las organizaciones farmacéuticas que trabajan con el Servicio Civil para mantener los suministros de medicamentos disponibles en caso de un Brexit sin acuerdo tuvieron que firmar 26 Acuerdos de no divulgación (NDA) para evitar que dieran información al público. Las cifras se dieron a conocer el 21 de diciembre de 2018 después de que Rushanara Ali formulara una pregunta parlamentaria.
En virtud de la Ley de la Unión Europea (Retirada) de 2018, las leyes de la UE ya no tendrán supremacía sobre Las leyes británicas después del Brexit. Para mantener la continuidad, la Ley convierte la legislación de la UE en legislación británica como «legislación de la UE retenida». Tras el Brexit, el Parlamento británico (y las asambleas legislativas descentralizadas) pueden decidir qué elementos de esa ley mantener, modificar o derogar. Además, los tribunales británicos dejarán de estar vinculados por las sentencias del Tribunal de Justicia de la UE tras el Brexit.
Tras el Brexit, el Reino Unido puede controlar la inmigración procedente del Espacio Económico Europeo (UE, excepto Irlanda, y países de la EFTA), ya que la retirada pone fin a la participación del Reino Unido en el principio de libertad de circulación de la UE en ambas direcciones. El gobierno británico de tiempo propuso sustituirlo por un nuevo sistema de control de la inmigración. El libro blanco del Gobierno de 2018 propone un «sistema de inmigración basado en las cualificaciones» que dé prioridad a los inmigrantes cualificados. Los ciudadanos de la UE y del EEE que ya viven en el Reino Unido pueden seguir viviendo allí después del Brexit solicitándolo al Plan de Asentamiento de la UE, que comenzó en marzo de 2019. Los ciudadanos irlandeses no tendrán que solicitar acogerse al plan. Los estudios estiman que el Brexit y el fin de la libre circulación provocarán probablemente un gran descenso de la inmigración de los países del EEE al Reino Unido. Tras el Brexit, cualquier extranjero que quiera trabajar en Reino Unido necesitaría un permiso de trabajo.
Al abandonar la UE, el Reino Unido dejaría el Espacio Aéreo Común Europeo (ECAA), un mercado único en el transporte aéreo comercial, pero podría negociar una serie de relaciones futuras diferentes con la UE. Las aerolíneas británicas seguirían teniendo permiso para operar dentro de la UE sin restricciones, y viceversa. El Gobierno británico pretende seguir participando en la Agencia Europea de Seguridad Aérea (AESA). El Reino Unido tiene su propio Acuerdos de servicios aéreos con ciento once países, que permiten vuelos hacia y desde el país, y otros diecisiete países a través de su pertenencia a la UE.
Desde entonces han sido sustituidos. Los ferrys continuarán, pero con obstáculos como los controles aduaneros. Se han establecido nuevas salidas de ferry entre la República de Irlanda y el continente europeo. A 2020 de 08, el Servicio de Movimiento de Vehículos de Mercancías del gobierno, un sistema informático esencial para los movimientos de mercancías post-Brexit, todavía estaba solo en las primeras etapas de pruebas beta, con cuatro meses por delante antes de que se requiera que esté en funcionamiento.  Los legisladores europeos, entre ellos Michel Barnier, expresaron su preocupación por que el Brexit pudiera crear problemas de seguridad para el Reino Unido, dado que sus fuerzas policiales y antiterroristas dejarían de tener acceso a las bases de datos de seguridad de la UE.
Algunos analistas han sugerido que el grave impacto económico de la pandemia de COVID-19 en el Reino Unido ha enmascarado el impacto económico del Brexit en 2021. En diciembre de 2021, el Financial Times citó a una serie de economistas que afirmaban que el impacto económico del Brexit en la economía y el nivel de vida del Reino Unido «parece negativo pero incierto».  Según la Oficina de Responsabilidad Presupuestaria, el nuevo acuerdo comercial entre la UE y el Reino Unido podría, con el tiempo, resultar en una reducción del 4 % en la productividad británica, en comparación con su nivel si el referéndum de la UE de 2016 hubiera ido en sentido contrario.El Brexit fue ampliamente descrito como un factor que contribuyó a la crisis del suministro de gas natural en el Reino Unido de 2021, en la que compra de pánico provocó una grave interrupción del suministro de combustible por carretera en todo el Reino Unido, ya que agravó la escasez de conductores de HGV en el Reino Unido.
En un informe de julio de 2021, la Road Haulage Association estimó que el Reino Unido se enfrentaba a una escasez de hasta 100 000 camioneros.
En el momento del referéndum se hicieron previsiones de que el Brexit impondría barreras comerciales, lo que llevaría a un descenso del comercio entre el Reino Unido y la Unión Europea: sin embargo, tras una caída en 2020 como resultado de los bloqueos mundiales, en 2022 el comercio en ambas direcciones había aumentado a niveles más altos que antes del Brexit: el comercio de bienes había caído, pero fue compensado por un aumento de los servicios profesionales.